# والنتینا سامپایو
والنتینا سامپایو (به انگلیسی: Valentina Sampaio) (زاده ۱۰ دسامبر ۱۹۹۶) مدل برزیلی است.
او یک زن ترنس است.
«والنتینا سامپایو» مدل برزیلی‌تبار، نخستین فرد تراجنسیتی است که چهره اش بر روی مجله ووگ چاپ می‌شود.
به زبان فرانسوی کنار عکس والنتینو نوشته شده «زیبایی تراجنسیتی: چگونه دنیا را تکان می‌دهند».
او در اوت ۲۰۱۹ اولین مدل تراجنسی ویکتوریا سیکرت شد.
در سال ۲۰۲۰ مجله ورزشی «اسپورتس ایلاستریتد» در شماره سالانه خود از تصاویر مانکن‌ها با مایو عکس‌هایی از والنتینا سامپایو، مدل تراجنسیتی ۲۳ ساله منتشر کرد.